# Susanna Clarke
Susanna Clarke (Nottingham, 1 de noviembre de 1959) es una escritora británica.
Saltó a la fama en 2004 con Jonathan Strange y el Señor Norrell, una novela de fantasía que conjuga la magia con una ambientación realista muy escrupulosa con los detalles. Su éxito fue avalado por la crítica y los premios: la revista Time la nombró mejor novela de ficción en 2004 y ese mismo año recibió el Premio Hugo y el Premio Mundial de Fantasía. Dos años después, publicó una serie de historias cortas bajo el título de Las damas de Grace Adieu.

## Vida privada
Durante su infancia se mudó con frecuencia de ciudad, recorriendo un buen número de localidades del norte de Inglaterra y Escocia antes de ingresar en el Colegio de Santa Hilda de la Universidad de Oxford.
Su marido es el escritor de ciencia ficción Colin Greenland, con el que convive desde 1996.

## Obra

### Novelas
- Clarke, Susanna (2004). Jonathan Strange & Mr Norrell (en inglés) (1st U.S. ed edición). Bloomsbury. ISBN 1-58234-416-7. OCLC 54372887. 
  - Traducido al español como Clarke, Susanna (30 de abril de 2016). Jonathan Strange y el señor Norrell. Publicaciones y Ediciones Salamandra, S.A. ISBN 978-84-9838-730-8. Consultado el 17 de marzo de 2021.
- Clarke, Susanna (2020). Piranesi (en inglés). ISBN 1-63557-564-8. OCLC 1142960949. 
  - Traducido al español como Clarke, Susanna (16-09-2021-09-16). Piranesi. Publicaciones y Ediciones Salamandra, S.A. ISBN 978-8418363283. Consultado el 5 de octubre de 2024.

### Historias cortas
Clarke ha publicado sus cuentos en múltiples publicaciones. Esta lista contiene la primera publicación de cada uno, así como su colección «The Ladies of Grace Adieu y Other Stories»:
- Hayden, Patrick Nielsen, ed. (1996). «The Ladies of Grace Adieu». Starlight 1. New York: Tor Books.[1]
- Kramer, Ed; Gaiman, Neil, eds. (1996). «Stopp't-Clock Yard». Sandman: El Libro de los Sueños. New York: Harper Prism.[1]
- Datlow, Ellen; Windling, Terri, eds. (1997). «On Lickerish Hill». Black Swan, White Raven. New York: Avon.[1]
- Hayden, Patrick Nielsen, ed. (1998). «Mrs Mabb». Starlight 2. New York: Tor Books.[1]
- Vess, Charles, ed. (1999). «The Duke of Wellington Misplaces His Horse». A Fall of Stardust. Green Man Press.[1]
- Datlow, Ellen; Windling, Terri, eds. (2000). «Mr. Simonelli or the Fairy Widower». Black Heart, Ivory Bones. New York: Avon.[1]
- Hayden, Patrick Nielsen, ed. (2001). «Tom Brightwind, or, How the Fairy Bridge Was Built at Thoresby». Starlight 3. New York: Tor Books.[1]
- «Antickes and Frets». The New York Times. 31 de octubre de 2004.[1]
- «John Uskglass and the Cumbrian Charcoal Burner». The Ladies of Grace Adieu and Other Stories [Las damas de Grace Adieu]. New York & London: Bloomsbury. 2006.[1]
- The Ladies of Grace Adieu and Other Stories [Las damas de Grace Adieu]. New York & London: Bloomsbury. 2006.[1]
- The Dweller in High Places. BBC. 26 de febrero de 2007.[2]